# Srí Lanka na Letních olympijských hrách 2000
Srí Lanka se účastnilo Letní olympiády 2000. Zastupovalo ho 18 sportovců (9 mužů a 9 žen) v 4 sportech.

## Medailisté
| Medaile | Jméno                    | Sport    | Soutěž            |
| ------- | ------------------------ | -------- | ----------------- |
| Stříbro | Susanthika Jayasingheová | Atletika | Ženy běh na 200 m |